# Нокс (округ, Техас)
Шаблон:StateAbbr_ 33°37′ пн. ш. 99°44′ зх. д. / 33.61° пн. ш. 99.74° зх. д.
Округ  Нокс (англ. Knox County) — округ (графство) у штаті  Техас, США. Ідентифікатор округу 48275.

## Історія
Округ утворений 1886 року.

## Демографія
За даними перепису 2000 року загальне населення округу становило 4253 осіб, усе сільське. Серед мешканців округу чоловіків було 2008, а жінок — 2245. В окрузі було 1690 домогосподарств, 1166 родин, які мешкали в 2129 будинках. Середній розмір родини становив 3,02.
Віковий розподіл населення поданий у таблиці:
| Стать    | До 15 років | 15-21 | 22-29 | 30-39 | 40-49 | 50-65 | 65-85 | Понад 85 |
| -------- | ----------- | ----- | ----- | ----- | ----- | ----- | ----- | -------- |
| Чоловіки | 452         | 192   | 123   | 254   | 272   | 305   | 361   | 49       |
| Жінки    | 502         | 178   | 152   | 243   | 257   | 359   | 446   | 108      |

## Суміжні округи
- Форд — північ
- Бейлор — схід
- Гаскелл — південь
- Стоунволл — південний захід
- Кінг — захід

## Виноски
1. ↑  U.S. Decennial Census. United States Census Bureau. Архів оригіналу за 26 квітня 2015. Процитовано 2 травня 2015.
2. ↑  Texas Almanac: Population History of Counties from 1850–2010 (PDF). Texas Almanac. Процитовано 2 травня 2015.
3. ↑  State & County QuickFacts. United States Census Bureau. Архів оригіналу за 18 жовтня 2011. Процитовано 18 грудня 2013.(англ.) Наведено за англійською вікіпедією.
4. ↑  American FactFinder. Бюро перепису населення США. Архів оригіналу за 26 лютого 2012. Процитовано 31 січня 2008.

| США | Це незавершена стаття з географії США. Ви можете допомогти проєкту, виправивши або дописавши її. |